# Insulă

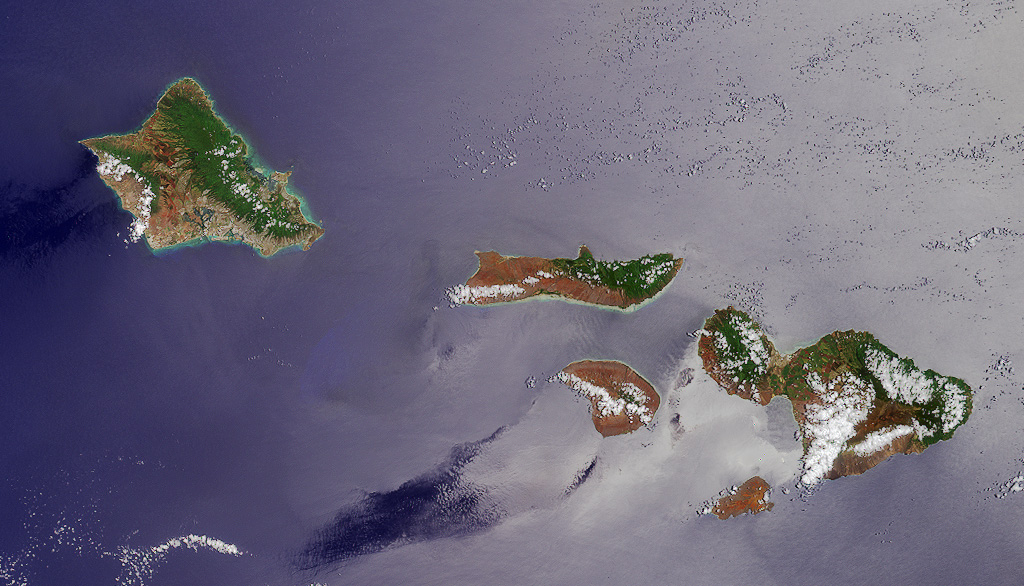
Insulele Hawaii - vedere din satelit

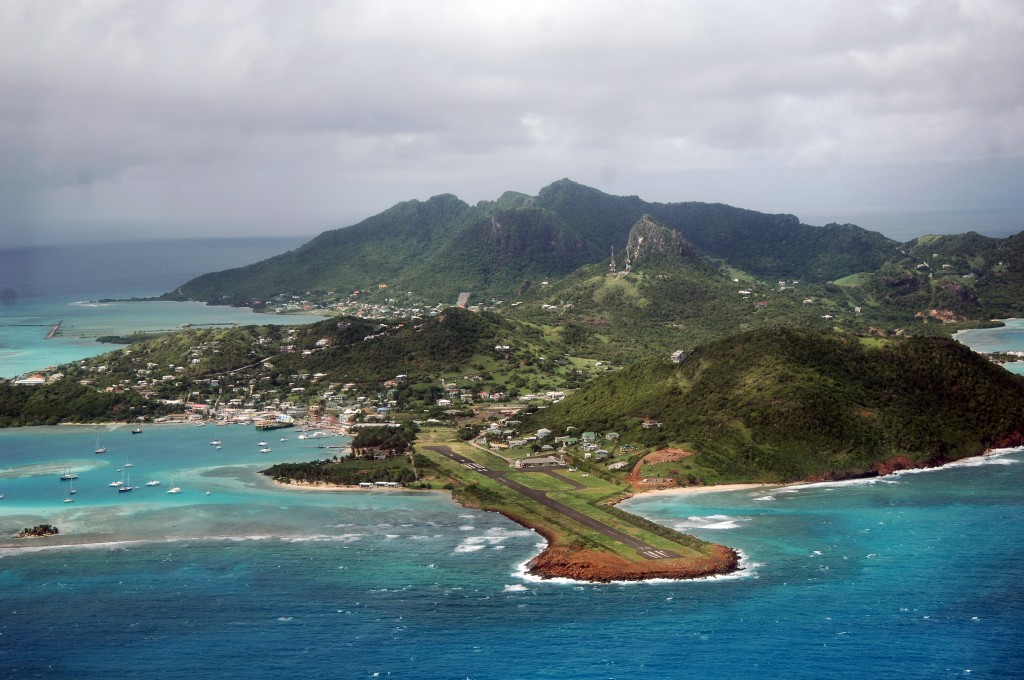
Insula Union, Grenada

O insulă este o  întindere de uscat  mai mică decât un continent, care este înconjurată complet de ape.
Cele mai mari cinci insule de pe glob sunt:
1. Groenlanda (2.180.000 km²) - diviziune administrativă autonomă a Danemarcei
2. Noua Guinee (800.000 km²) - statul Papua Noua Guinee și o parte din Indonezia
3. Borneo (745.000 km²) - statul Brunei și părți din Indonezia și Malaysia
4. Madagascar (590.000 km²)
5. Insula Baffin (510.000 km²) - parte din Canada